# Mary Oyaya
Mary Oyaya (født i Mombasa, Kenya) er en kenyansk skuespiller som spiller rollen som jedimester Luminara Unduli i de to film Star Wars Episode II: Attack of the Clones og Star Wars Episode III: Revenge of the Sith. 
Hun bor for tiden i Australien.